# Kernkraftwerk Żarnowiec
Das Kernkraftwerk Żarnowiec (polnisch Elektrownia Jądrowa Żarnowiec) beim Dorf Zarnowitz sollte das erste Kernkraftwerk in Polen werden. Es sollten vier Reaktoren vom Typ WWER-440/213 gebaut werden. Wegen Protesten wurde das Projekt in den 1990er-Jahren aufgegeben.
Am Standort war auch nach Aufgabe der ursprünglichen Pläne bis in die 2020er hinein der Bau von ein bis zwei Reaktorblöcken bis zum Jahr 2033 vorgesehen. 2022 gab die polnische Regierung bekannt, die US-Firma Westinghouse sei für den Bau eines ersten AP1000-Reaktors im ca. 10 km südwestlich gelegenen Choczewo vorgesehen. Dieser erste polnische Atomreaktor soll 2033 den Betrieb aufnehmen. Nach den Plänen der Regierung Morawiecki sollen in zwei Baulosen Reaktoren mit einer elektrischen Leistung zwischen 6 und 9 GW gebaut werden. Gemessen an den Dimensionen des AP1000 würde das den Bau von mindestens sechs Reaktoren in zwei Tranchen bedeuten. Details zu den Verträgen sind (Stand 29.10.22) noch nicht bekannt.

## Geschichte
Das Projekt wurde 1972 von der polnischen Regierung begonnen. Die Reaktoren sowjetischer Bauart wurden von Škoda gebaut, die Turbosätze und Generatoren wurden von polnischen Betrieben hergestellt. 1980 wurde eine Eisenbahnlinie nach Żarnowiec gebaut. Der Bau des Kraftwerkes begann 1982 etwa 50 Kilometer nordwestlich von Danzig nahe dem Dorf Żarnowiec am See Jezioro Żarnowieckie. Geplant waren vier WWER-440/213. Das Kernkraftwerk sollte eine Gesamtleistung von 1860 MW haben.
Nach der Katastrophe von Tschernobyl wuchs der Widerstand gegen das Projekt. Nach der politischen Wende 1989 – es entstand die Dritte Polnische Republik – wurde massiv gegen das Kraftwerk protestiert und auf Sicherheitsmängel hingewiesen. Die Regierung stoppte das Projekt 1989 und unterzog es einer Überprüfung. Neuere Forschungsergebnisse zeigten, dass die Abwärme aus dem Kraftwerk das Wasser im See um über 10 °C erwärmt hätte und dies ökologische Schäden verursacht hätte. Im Jahr 1990 wurde das Projekt aufgegeben. Der Minister für Wirtschaft bezeichnete das Kraftwerk als überflüssig, es seien genug Kapazitäten innerhalb Polens vorhanden. Ein wesentlicher Faktor war ein Referendum in der Woiwodschaft Danzig am 27. Mai 1990. Das Ergebnis fiel wie folgt aus:
- 44,3 % der Bürger nahmen teil
- 13,9 % der Abstimmenden waren für die Fertigstellung
- 86,1 % der Abstimmenden waren gegen einen Weiterbau[6]

Die Wahlbeteiligung für ein rechtskräftiges Referendum war zu niedrig. Trotzdem entschied sich die Regierung gegen eine Fertigstellung. Darauf wurden auch die Planungen für ein zweites polnisches Kernkraftwerk aufgegeben; diese wurden später wiederaufgenommen.
Schätzungen zufolge waren in den Bau der Anlage umgerechnet zwei Mrd. US-Dollar investiert worden.

## Gegenwart

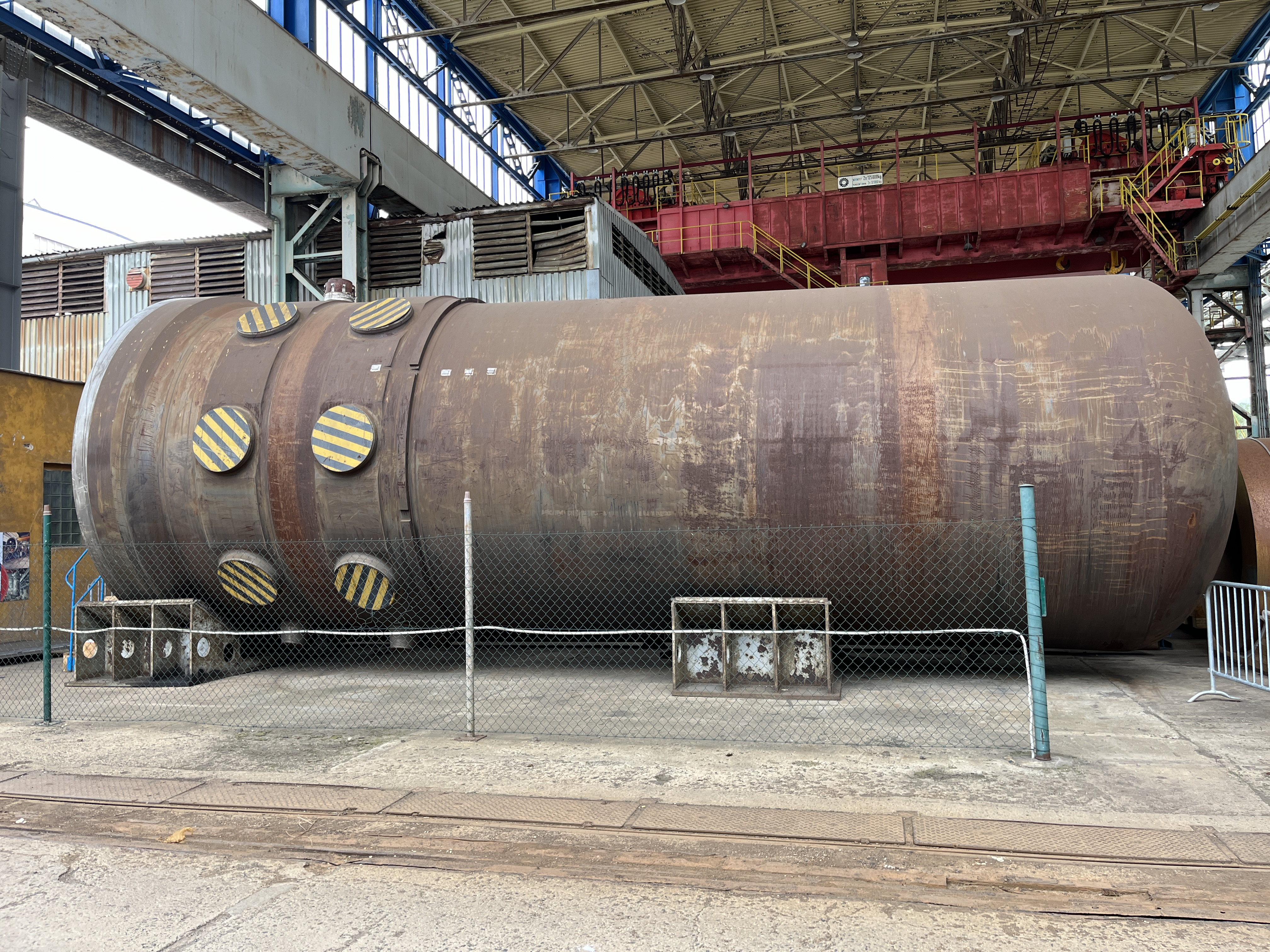
Reaktordruckbehälter für den vierten Block beim Hersteller in Pilsen (2023)

Die unvollendeten Gebäude beginnen zu zerfallen. Für die beiden Reaktoren fand man Verwendungen:
- einer wurde 1994 an das Kernkraftwerk Loviisa (Finnland) verkauft[10][11],
- der andere steht heute im Center for Nuclear Studies in Paks (Ungarn).
- der Reaktordruckbehälter für den vierten Block steht auf dem Werksgelände von Škoda JS in Pilsen. Der Behälter wurde nicht abgeholt. Der Behälter für den dritten Block wurde für Materialtests verwendet und dabei beschädigt.

Heute sind der See und seine Umgebung ein Naturschutzgebiet. Viele seltene Tierarten leben hier. An dem See arbeitet das Pumpspeicherkraftwerk Żarnowiec.

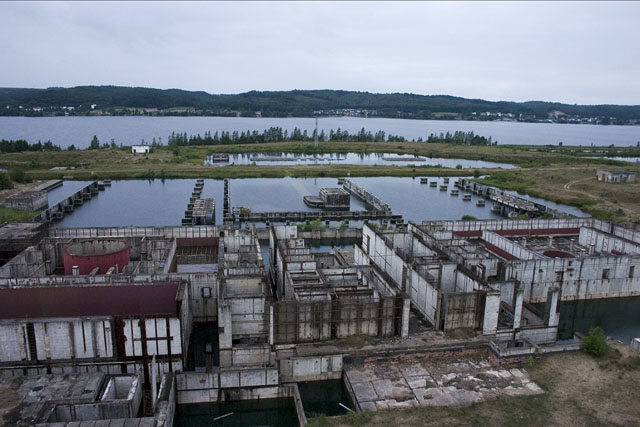
Bauruine des Kraftwerks

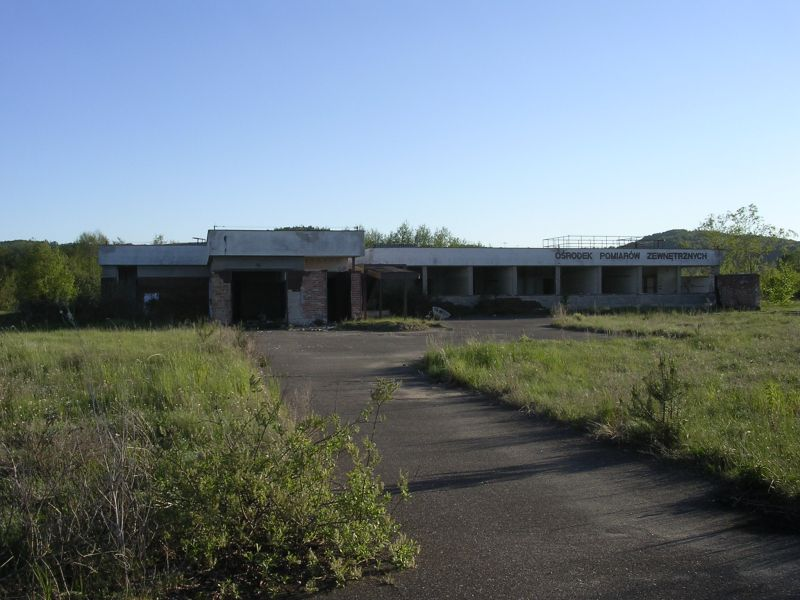
Bauruine

## Pläne für die Zukunft
Mit wachsender Nachfrage nach Elektrizität und der Stilllegung des Kernkraftwerks Ignalina in Litauen am 31. Dezember 2009 wuchs die Umweltverschmutzung durch fossile Kraftwerke (in Polen vor allem Kohlekraftwerke).
2004 verabschiedete die Regierung langfristige Pläne für den Bau eines Kernkraftwerkes im Jahre 2020.
Nachdem Donald Tusk im November 2007 Premierminister geworden war, beschloss seine Regierung, bis 2025 zwei neue Kernkraftwerke fertigzustellen, dies sollte Teil eines Energie-Aktionsplans sein, der anstrebte, Polens Abhängigkeit von Kohle zu vermindern. Im Januar 2010 gab Tusk bekannt, man stehe mit Frankreich und Südkorea in Verhandlungen über die Lieferung moderner Reaktortechnik. Die polnische Regierung hat im März 2010 eine Rangliste von 27 potentiellen Standorten für Kernkraftwerke erstellt. Als bester Standort wurde weiterhin Żarnowiec angesehen. Im Sommer 2010 gab die Regierung bekannt, das erste Atomkraftwerk solle 2022 in Betrieb gehen, das zweite 2023.
Am 16. Mai 2011 wurde der Neubau mit 404 Stimmen und nur zwei Gegenstimmen sowie einer Enthaltung im polnischen Parlament beschlossen. Die Inbetriebnahme des ersten Blocks wurde mehrmals verschoben, zunächst auf die Jahre 2027 bis 2029, dann auf das Jahr 2031. April 2018 wurde von einer Inbetriebnahme nicht vor 2040 ausgegangen, während weiterhin kein endgültiger Standort feststand.

## Daten der geplanten Reaktoren
| Reaktorblock | Reaktortyp   | Netto- leistung | Brutto- leistung | Anfang Projektplanung | Baubeginn  | Projekt- einstellung |
| ------------ | ------------ | --------------- | ---------------- | --------------------- | ---------- | -------------------- |
| Żarnowiec-1  | WWER-440/213 | 440 MW          | 465 MW           | 1972                  | 01.01.1983 | 04.09.1990           |
| Żarnowiec-2  | WWER-440/213 | 440 MW          | 465 MW           | 1972                  | 01.01.1983 | 04.09.1990           |
| Żarnowiec-3  | WWER-440/213 | 440 MW          | 465 MW           | 1972                  |            | 04.09.1990           |
| Żarnowiec-4  | WWER-440/213 | 440 MW          | 465 MW           | 1972                  |            | 04.09.1990           |

Daten der geplanten Reaktoren, die möglicherweise 2033 in Betrieb gehen, sind noch nicht bekannt. (Stand 2021)